# Biskupská rezidence v Hradci Králové
Biskupská rezidence v Hradci Králové je sídlem biskupa královéhradecké diecéze církve římskokatolické. Budova byla počátkem 18. století vystavěna na místě tří měšťanských domů na Velkém náměstí. Zadní trakt barokní budovy byl dostavěn v letech 1715–1719 dle plánů J. B. Santiniho-Aichela biskupem Janem Adamem Vratislavem z Mitrovic. Roku 1777 bylo o patro zvýšeno hlavní průčelí. Je chráněna jako kulturní památka České republiky.

## Historie

### Stavba biskupské rezidence
První královéhradecký biskup Matouš Ferdinand Sobek z Bílenberka byl instalován v roce 1665, ale ještě několik desetiletí poté neměli jeho následovníci ve městě stálou rezidenci. Většinou pobývali na zámečku v Chrasti, který byl součástí jejich panství. Biskup Sobek sice v roce 1662 koupil od města tři domy, jejich stav však nebyl dobrý a navíc se přestavba zdržovala protesty města proti převodu měšťanských domů do církevního majetku. Biskup Sobek jeden z domů příležitostně obýval, s přestavbou však započal až jeho nástupce Jan Bedřich z Valdštejna, který v roce 1674 povolal do Hradce svého architekta. Valdštejnovo jmenování pražským arcibiskupem však způsobilo, že myšlenka stavby rezidence byla opět na dvě desetiletí odložena. V roce 1693 přišel biskup Jan František Kryštof z Talmberka s návrhem umístit rezidenci v prostorách někdejšího hradu – této myšlenky se držel i biskup Tobiáš Jan Becker. Brzy se však ukázalo, že areál hradu stavebním plánům nevyhovuje.
Nedostatek místa rozhodl o návratu biskupa opět do domů na náměstí. V roce 1704 byla pro stavbu odsouhlasena částka 7 000 zlatých, která se postupně navyšovala, z těchto peněz měla být postavena nejen rezidence, ale i kanovnické domy. V roce 1707 se stavební práce rozeběhly naplno a o dva roky později mohla být vysvěcena rezidenční kaple sv. Karla Boromejského. Výsledkem první etapy výstavby do roku 1710 byla přední část rezidence při náměstí. Ve stavebním úsilí se mělo ještě pokračovat s tím, že v budoucnu bude stavba rozšířena o zadní část. Architektonické prvky použité na průčelí (mělký střední rizalit, dynamicky tvarované suprafenestry, pásová bosáž v přízemí s výraznými klenáky)  odkazují na autorství Giovanniho Battisty Alliprandiho.
Jan Adam Vratislav z Mitrovic, který na biskupském stolci působil od roku 1711,  přinesl do města i okolí zcela nový duch umělecké velkorysosti vrcholného baroka, který si suverénně podmanil charakter města. Po svém předchůdci biskupu Beckerovi dokončil všechna nedostavěná díla, mezi nimi i biskupskou rezidenci a domy kanovníků na královéhradeckém Velkém náměstí.

### Jan Blažej Santini-Aichel – zadní křídlo biskupské rezidence
Dostavba zadní části proběhla v letech 1715–1718, v době vlády biskupa Jana Adama Vratislawa z Mitrovic. Za první dva roky stavebních prací činily náklady více než 8 000 zlatých, další rok bylo za materiál a práci vydáno ještě téměř 1 500 zlatých a v posledním roce stavby byly náklady odhadnuty ještě na dalších 3 000 zlatých. V roce 1717 jsou mezi výdaji uvedeny i malé částky za inkoust, papír a stravu pro pana Santiniho, které jsou jediným přímým dokladem spojujícím architekta se stavbou královéhradecké biskupské rezidence. 
Ivo Kořán, který se biskupským stavebním podnikům věnoval soustavně, nejprve předpokládal, že rezidenci navrhl neznámý architekt na popud biskupa Beckera, a že Santini se v Hradci objevuje až s biskupem Vratislavem z Mitrovic. Poté, co Kořán objevil původní barokní plán předního křídla, připsal Santinimu celou stavbu. Podle Kořána by tedy Santini působil v Hradci Králové už za biskupa Beckera. Kořán na stavbě nalezl určité paralely s Matheyho projektem pro pražský arcibiskupský palác, další motivy plánu však nejsou jednoznačně santiniovské a můžeme je najít i u jiných autorů. Architektonické detaily tedy nemohou být průkazným dokladem Santiniho autorství, také provedení plánů se odlišuje od Santiniho vytříbeného kreslířského rukopisu.
Biskupská rezidence je komponována do čtyř křídel kolem pravoúhlého nádvoří. Průčelí o sedmi osách představovalo novou dominantu v jižní frontě náměstí mezi jezuitskou kolejí a kanovnickými domy. Realizovaná stavba nenese na průčelí ani v interiérech charakteristické rysy Santiniho tvorby, naproti tomu zadní křídlo biskupské rezidence je nepochybně Santiniho dílem.
Jednoduché lineární tvarosloví nádvorního i zahradního průčelí zadního křídla rezidence jednoznačně ukazují na Santiniho autorství. Koutové konvexní rizality v nádvoří, vynášené arkádami se stlačenými oblouky jsou typicky santiniovským řešením – téma křivkového probrání koutů můžeme nalézt i v Rychnově nad Kněžnou nebo v Plasech. Otázka autorství předního křídla biskupské rezidence však zůstává otevřená, Santiniho zásah je zde nepravděpodobný, podobně jako v případě přestaveb a přefasádování kanovnických domů čp. 48–52.

### Budova po roce 1750
První větší oprava budovy proběhla v roce 1777 a její součástí byla úprava průčelí. V roce 1786 byl v místní kapli vysvěcen na kněze Josef Dobrovský. V roce 1880 byly upraveny interiéry v přední části rezidence a obnovena kaple sv. Karla Boromejského. V následujícím roce bylo  v západním křídle přistavěno patro, ve kterém byla umístěna biskupská knihovna. V letech 1927–1929 byla provedena oprava fasády. V lednu 1931 byla budova poškozena  v důsledku požáru střechy a o rok později byly zahájeny opravné práce.
Od roku 1948, během komunistického režimu v Československu, nebyl biskupský úřad královéhradecké diecéze obsazen a budova chátrala. V letech 1963–1990 byla využívána pro činnost Krajské galerie, která v části budovy zřídila výstavní expozice výtvarného umění. Po pádu totality a obnovení činnosti diecéze byla rezidence po celkové rekonstrukci slavnostně otevřena roku 1994. Slouží pro reprezentaci a administrativu a také pro bydlení biskupa.

## Popis
Čtyřkřídlá budova rezidence s uzavřeným nádvořím směřuje průčelím do Velkého náměstí a tvoří jednu z jeho dominant. Hlavní vstup tvoří výrazný kamenný portál se dvěma iónskými sloupy po stranách. Nad vrcholem půlkruhového záklenku je socha Panny Marie s anděly po stranách. Nad obdélnými okny v přízemí jsou velké klenáky, které sahají až k průběžné římse. Okna v prvním patře zdobí střídavě trojúhelníkově a segmentově tvarované suprafenestry. Mezi středovými okny prvního a druhého patra je štukový reliéf andělů v oblacích s nápisem AVE. Okna ve druhém patře jsou menší a jednodušší, nad středním je štuková lastura nesená dvěma andílky a velký tympanon s  reliéfem sv. Ducha v podobě holubice s paprsky. Po jeho stranách jsou v mansardové střeše zakomponovány dva vikýře. 
Východní arkádou se vstupuje po schodišti do zahrady za rezidencí. Zahradní jednopatrové průčelí rezidence je rozvinuto do jedenácti os. Místo jednoho středního rizalitu, který vidíme na předním průčelí, zde Santini použil dva dvoupatrové rizality boční a střed stavby zdůraznil jen trojúhelným štítem. V přízemí se nad okny opakuje motiv klenáku, zasazeného do rovných nadokenních říms. Římsy nad okny v prvním patře jsou střídavě lomené a segmentové a to tak, že lomené jsou umístěny na okrajích fasády a segmentové vždy po dvou na obou rizalitech. Střední část stavby má pak opět po stranách lomené a pod štítem tři segmentové římsy.
Pro Santiniho hovoří i prostor soukromé kaple v jihovýchodním nároží křídla, založený nad čtvercem se zaoblenými rohy a sklenutý zploštělou kupolkou, nesenou výrazně vysazenou římsou kruhového půdorysu. Pro mimořádnou koncepci tohoto prostoru není třeba pochybovat o Santiniho autorství. Vnitřní prostor kaple dokládá tvůrčí sílu a invenci architekta i při komponování interiéru. Přes drobné rozměry prostor kaple vzbuzuje podobně působivý dojem jako svatoklimentská kaple, další Santiniho stavební počin v Hradci Králové. 
V severovýchodním nároží paláce je kaple sv. Karla  Boromejského. Je  čtvercového půdorysu, na stropě má velké štukové zrcadlo s freskou apoteózy sv. Karla Boromejského. V medailonech na stěnách jsou fresky sv. Petra a sv. Pavla. 